# Comprensorio Medio Basento Futsal Team 2020-2021
La voce raccoglie i dati riguardanti il Comprensorio Medio Basento, squadra di calcio a 5 militante in serie A, nelle competizioni ufficiali della stagione sportiva 2020-2021.

## Trasferimenti

### Sessione estiva
| Salvatore Strippoli  | Altamura           |
| Isi Garrido          | Peñíscola          |
| Pierluigi Galliani   | Pescara            |
| David Yera           | Betis              |
| Antoni Jodi Vives    | Latina             |
| Andrés Santos        | Ribera Navarra     |
| Fabrizio Giannandrea | Free Time L'Aquila |
| Ramon Bueno Ardite   | CDM Genova         |
| Nicola Arvonio       | Limatola           |
| Paolo Cesaroni       | Meta Catania       |
| Dejan Bizjak         | Italpol Roma       |
| Giacomo Romagnoli    | Latina             |
| William Rocha        | Acqua e Sapone     |
| Well Pereira         | SC García          |
| Wilde Gomes da Silva | Corinthians        |

| Roberto Tobe       | svincolato      |
| Márcio Zancanaro   | Bernalda        |
| Jacopo Mancusi     | Potenza         |
| Nicolas Petragallo | Or.Sa. Viggiano |
| Décio Restaino     | Giovinazzo      |
| Cristiano Fusari   | Acqua e Sapone  |
| Jhonatan Linhares  | Xota            |
| David Sánchez      | Córdoba         |
| Alejandro Vega     | Cobà            |
| Lucas Vizonan      | Cioli AV        |
| Umberto Caruso     | Feldi Eboli     |

### Sessione invernale
| Dovenir Domingues Neto | Praia Clube |

| David Yera | Bisontes Castellón |

## Prima squadra
| N° | Naz.                 | Ruolo | Sportivo               | Anno       |  |  |
| -- | -------------------- | ----- | ---------------------- | ---------- |  |  |
| 1  | Brasile (bandiera)   | POR   | Miguel Weber           | 29.06.1983 |  |  |
| 2  | Spagna (bandiera)    | DIF   | Isi Garrido            | 20.12.1983 |  |  |
| 4  | Brasile (bandiera)   | DIF   | Dovenir Domingues Neto | 05.09.1981 |  |  |
| 5  | Italia (bandiera)    | DIF   | Pierluigi Galliani     | 05.09.1995 |  |  |
| 6  | Italia (bandiera)    | LAT   | Giovanni Pulvirenti    | 19.02.1996 |  |  |
| 7  | Spagna (bandiera)    | LAT   | Antoni Jodi Vives      | 27.11.1996 |  |  |
| 8  | Brasile (bandiera)   | PIV   | Well Pereira           | 15.01.1993 |  |  |
| 9  | Spagna (bandiera)    | DIF   | David Yera             | 26.01.1999 |  |  |
| 10 | Argentina (bandiera) | LAT   | Andrés Santos          | 07.12.1998 |  |  |
| 13 | Brasile (bandiera)   | PIV   | Wilde Gomes da Silva   | 14.01.1981 |  |  |
| 14 | Italia (bandiera)    | LAT   | Fabrizio Giannandrea   | 03.12.1990 |  |  |
| 16 | Italia (bandiera)    | LAT   | Ramon Bueno Ardite     | 27.09.1984 |  |  |
| 17 | Italia (bandiera)    | LAT   | Nicola Arvonio         | 27.12.1996 |  |  |
| 19 | Italia (bandiera)    | LAT   | Paolo Cesaroni         | 10.04.1991 |  |  |
| 21 | Slovenia (bandiera)  | LAT   | Dejan Bizjak           | 21.04.1988 |  |  |
| 23 | Italia (bandiera)    | POR   | Eugenio Nucera         | 04.08.1993 |  |  |
| 25 | Brasile (bandiera)   | LAT   | William Rocha          | 28.01.1998 |  |  |

## Under-19
| N° | Naz.              | Ruolo | Sportivo            | Anno       |  |  |
| -- | ----------------- | ----- | ------------------- | ---------- |  |  |
| 11 | Italia (bandiera) | DIF   | Marco Perrucci      | 12.07.2000 |  |  |
| 12 | Italia (bandiera) | POR   | Salvatore Strippoli | 01.02.2001 |  |  |
| 18 | Italia (bandiera) | LAT   | Angelo Bruno        | 01.05.2003 |  |  |
| 24 | Italia (bandiera) | LAT   | Giacomo Romagnoli   | --.--.---- |  |  |